# Sutonocrea chiriquica
Sutonocrea chiriquica là một loài bướm đêm thuộc phân họ Arctiinae, họ Erebidae.